# Casa di Sallustio

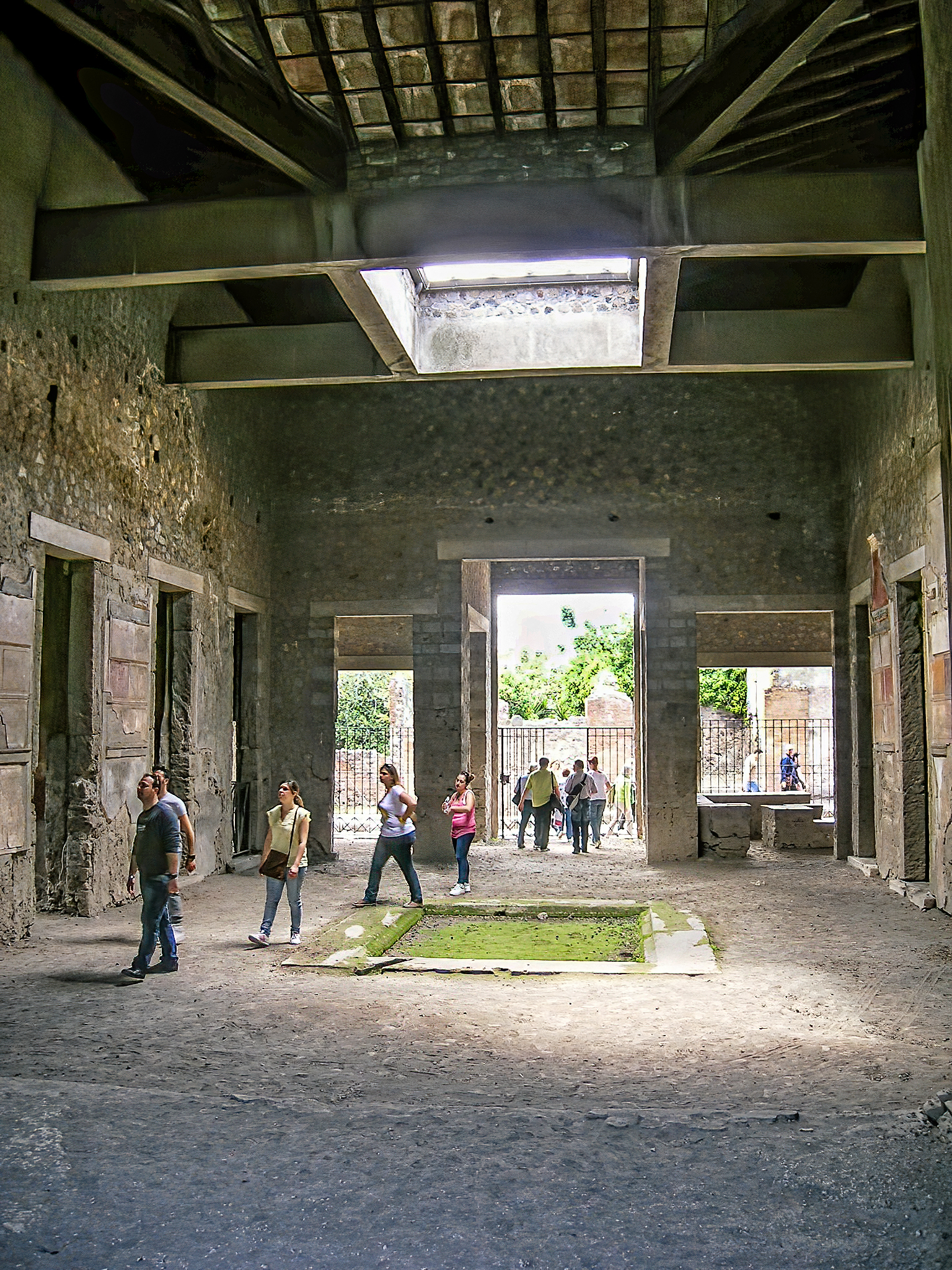
Das Atrium des Hauses

Bei der Casa di Sallustio (Haus des Sallustius) handelt es sich um ein großes, reich ausgestattetes Wohnhaus einer wohlhabenden Familie in Pompeji (VI.2.4). Das Haus wurde von 1806 bis 1809 ausgegraben. Es wurde 1943 bei Bombenangriffen schwer beschädigt. Weitere Nachgrabungen fanden von 1969 bis 1971, von 2005 bis 2007 und 2010 statt. Das Haus erhielt erst recht spät eine moderne Überdachung, wodurch nur wenig von der einstigen Wanddekoration erhalten ist. Zunächst vermutete man C. Sallustius als Bewohner, da er auf der Fassade genannt wird, woher auch der bis heute gebräuchliche moderne Name herrührt. Im Haus fand sich aber ein Siegel des A. Cossius Libanus, der eher als letzter Bewohner in Frage kommt.

## Beschreibung
Das Haus wurde um 140 v. Chr. errichtet und ist zum großen Teil aus Tuffstein erbaut. Es liegt am Ende einer eher schmalen Insula, was bedeutet, dass es an drei Seiten von Straßen umgeben ist. Umbauten im Haus waren möglich, aber im Unterschied zu vielen anderen Häusern in der Stadt konnte man das Haus nur an einer Seite erweitern. In den letzten Jahren vor der Zerstörung wurde es wahrscheinlich als Hotel genutzt. Zum Haus gehörten auch eine Bäckerei und eine Caupona (Gaststätte), die vielleicht die Hotelgäste mit Essen versorgte. Zentrum des Hauses ist das Atrium mit diversen kleinen darum angeordneten Räumen, die als Schlafzimmer dienten. Es ist mit Stuckaturen im 1. Stil dekoriert, die heute noch zum Teil erhalten sind. Links vom Tablinim befand sich ein vermauerter Eingang zu einem Oecus. Die durch die Vermauerung entstandene Nische wurde als Lararium genutzt. Die sich einst auf roten Grund befundene Malerei zeigt in den Genius und daneben einen Tubaspieler. Links und rechts stehen die Laren. Die Szene wird von Girlanden gerahmt.
Im Atrium fand sich eine Bronzestatue des Herakles, wie er die Kerynitische Hirschkuh bezwingt. Rechts vom Atrium befindet sich ein Peristyl und im hinteren Bereich des Hauses liegt ein Garten. Große Teile des Hauses sind im 1. Stil ausgestaltet. Diese Stuckdekorationen sind zum Teil heute noch gut erhalten. Ein anderer Teil der Räume war ausgemalt, wobei diese Dekorationen viel schlechter erhalten sind. Bemerkenswert ist ein großes Bild im Garten, das Artemis und Aktaion zeigt. Das Bild ist heute stark verblasst, jedoch von alten Zeichnungen her gut bekannt. Lawrence Richardson Jr. vermutet Lucius, den einzigen namentlich bekannten Maler aus Pompeji, als Maler des Werkes.

## Galerie

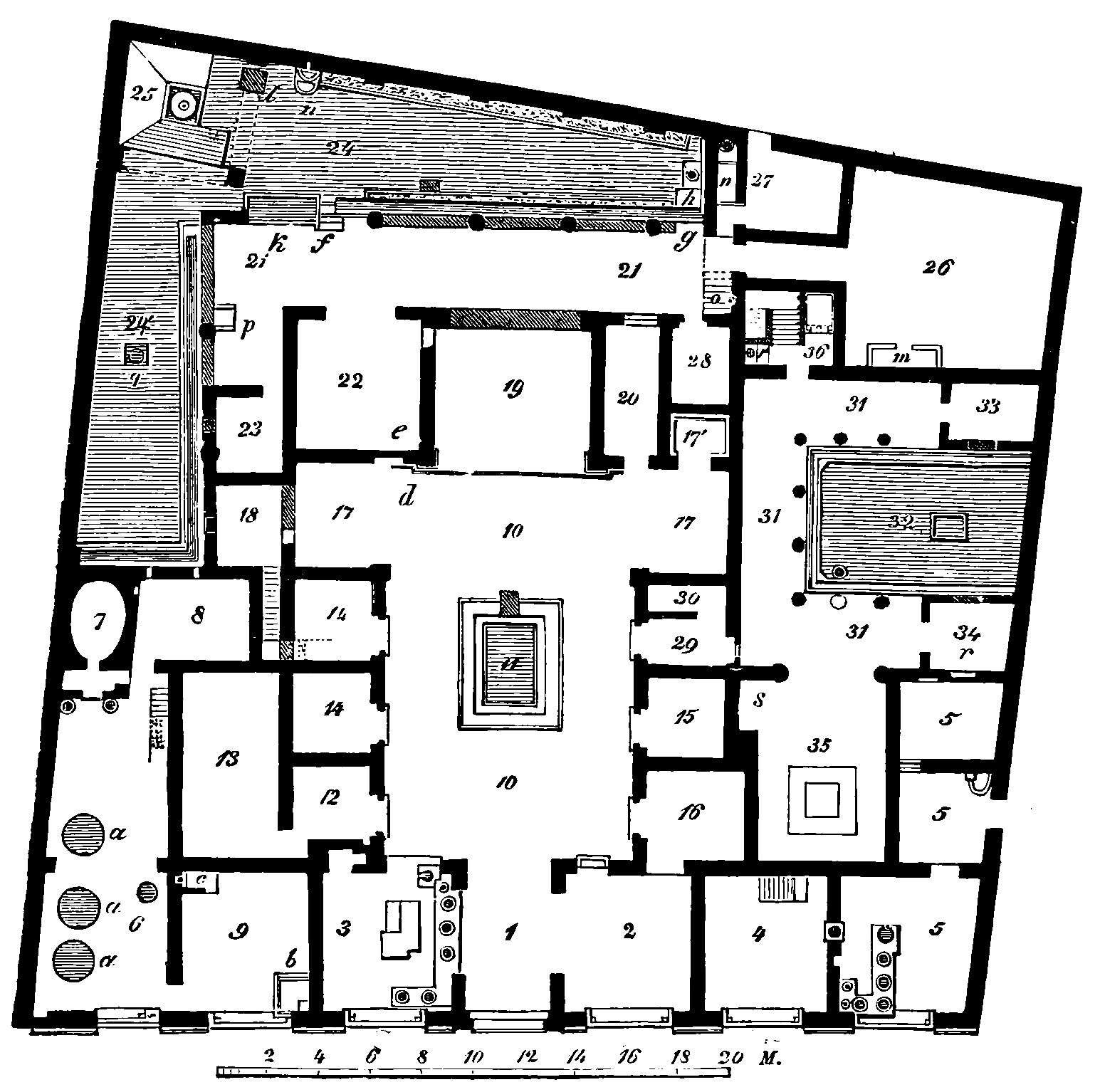
Grundriss des Hauses
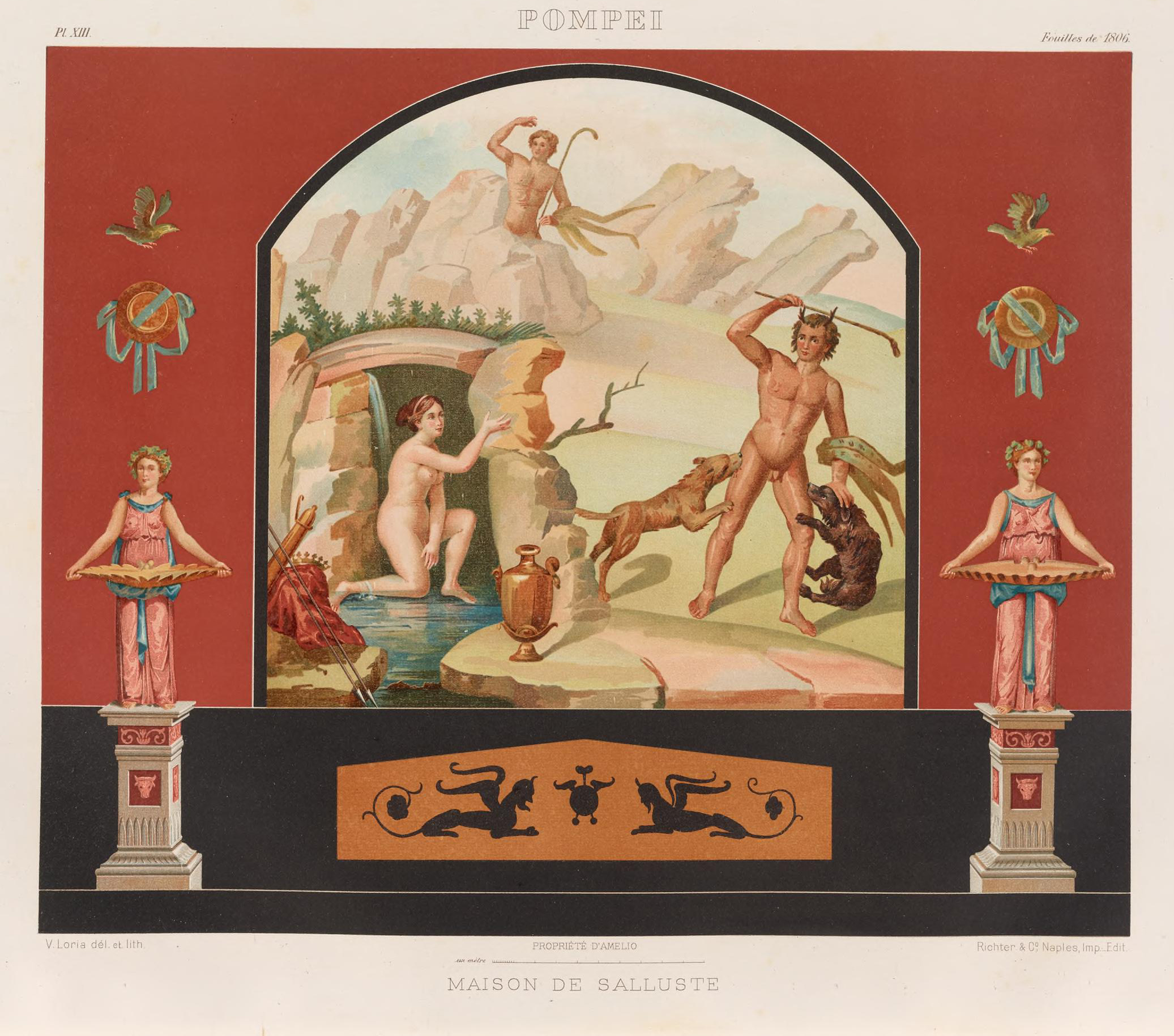
Wandmalerei im Garten, Artemis und Aktaion
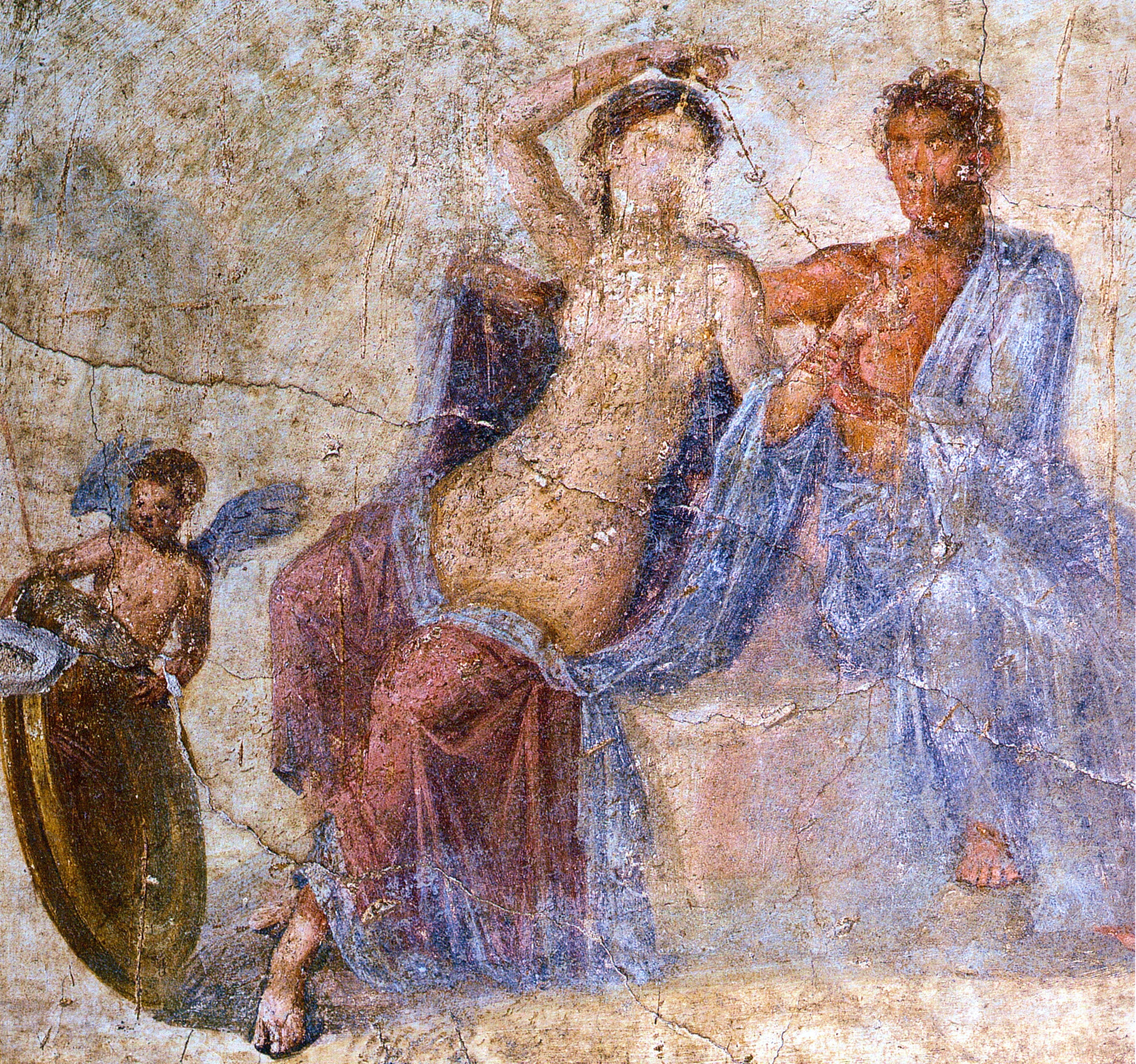
Mars und Venus
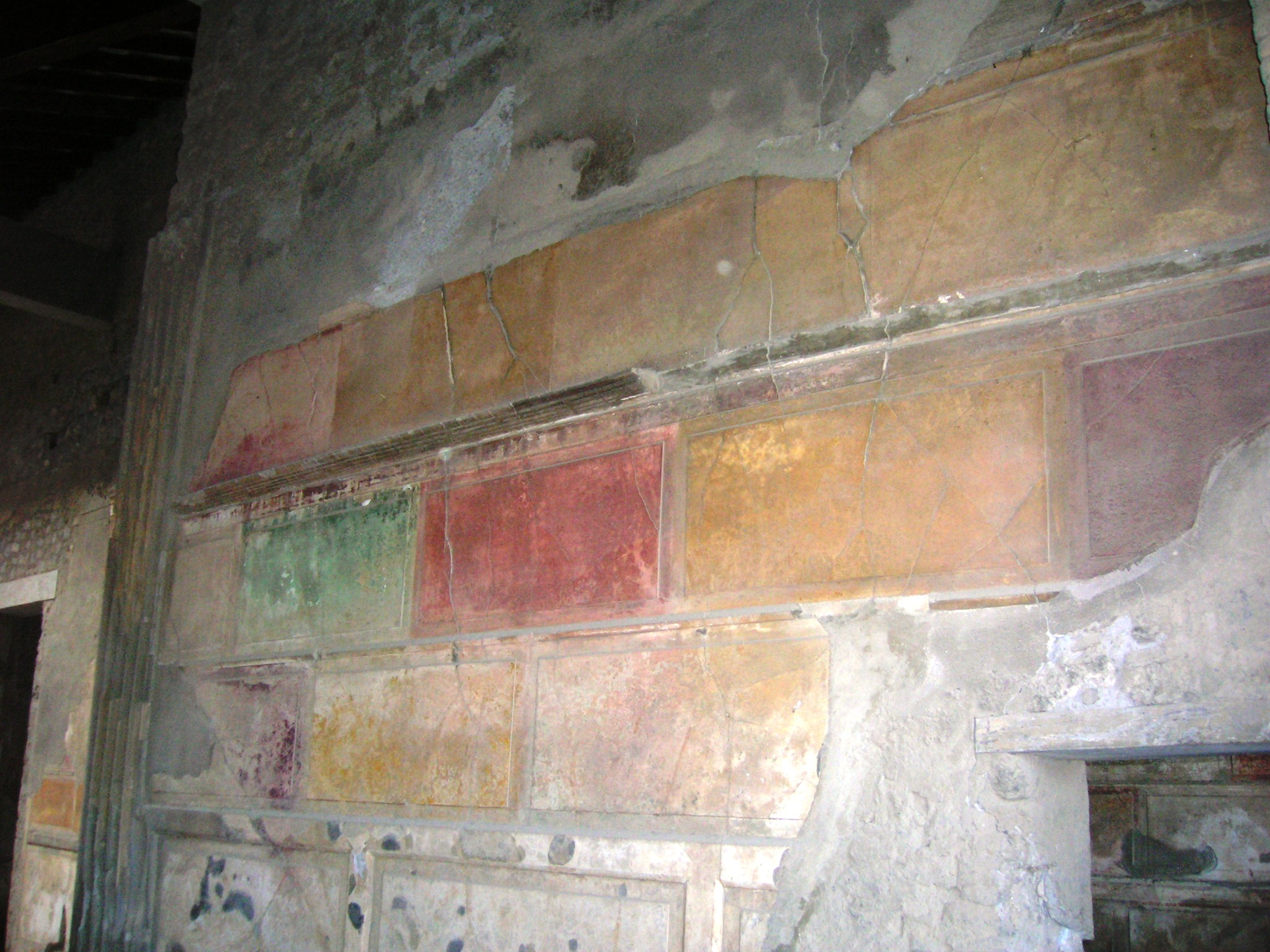
Dekoration im 1. Stil
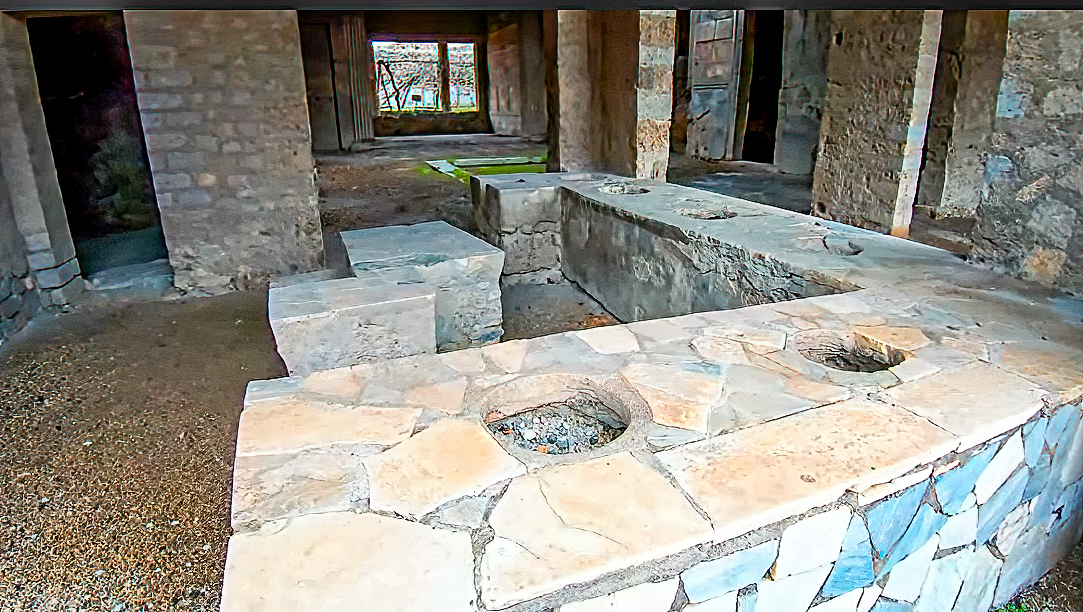
Caupona
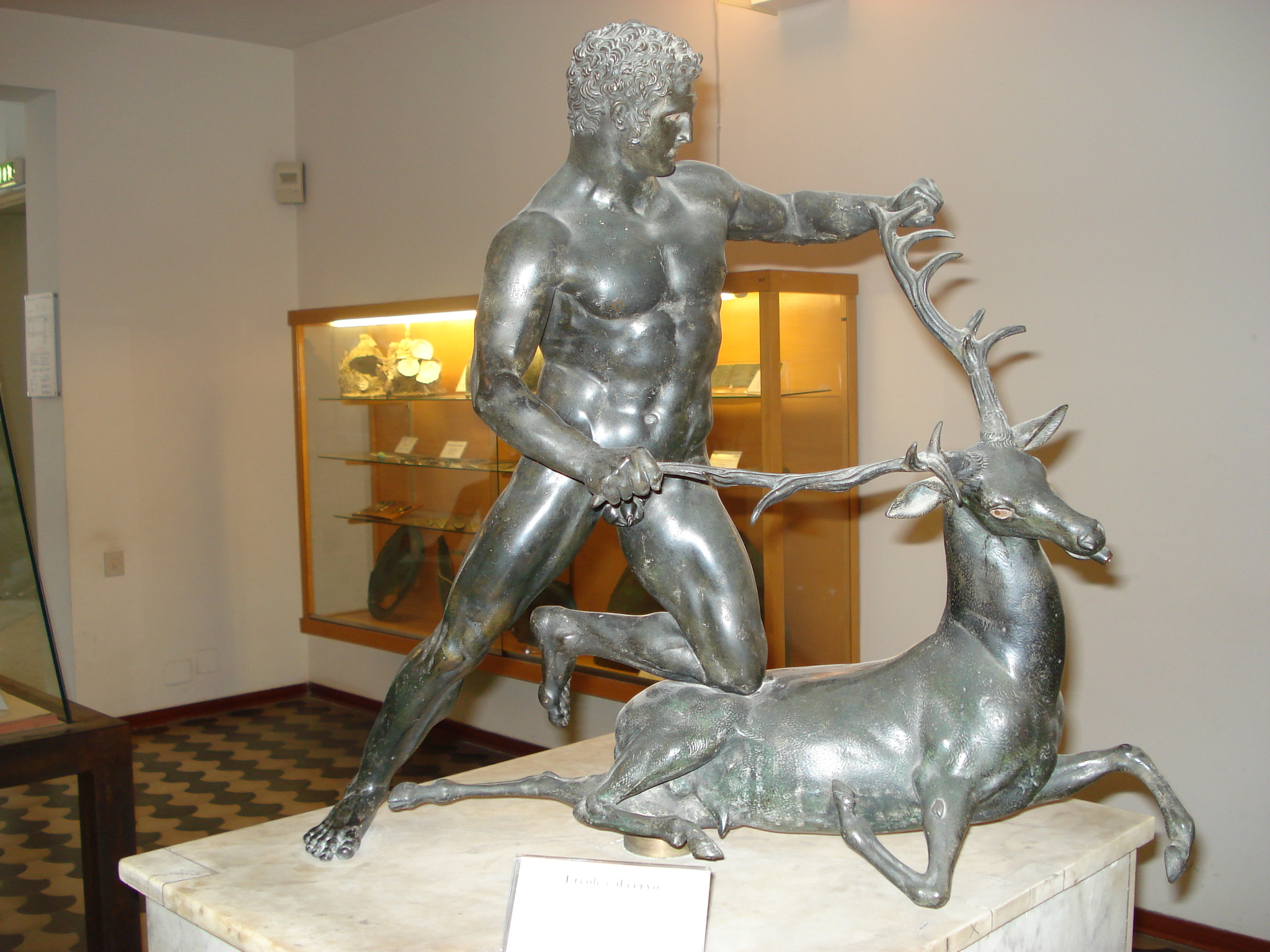
Herakles